# Konstantin Adolfowitsch Semendjajew
Konstantin Adolfowitsch Semendjajew (russisch Константин Адольфович Семендяев, englische Transkription Konstantin Adolfovic Semendyaev; * 9. Dezember 1908 in Simferopol; † 15. November 1988) war ein sowjetischer angewandter Mathematiker.

## Leben
Semendjajew studierte an der Lomonossow-Universität mit dem Abschluss 1929 und war danach an verschiedenen höheren Schulen. 1931 bis 1936 war er in der Fakultät für Mathematik und Mechanik an der Lomonossow-Universität. Er habilitierte sich 1940 (russischer Doktortitel). Ab 1936 leitete er die Abteilung Mathematische Instrumente der Akademie der Wissenschaften der UdSSR. Mit dem Institut war er im Zweiten Weltkrieg nach Kasan evakuiert. Nach dem Zweiten Weltkrieg leitete er eine Abteilung für numerische Berechnungen am Steklow-Instituts in Moskau und als das Institut für Angewandte Mathematik am Steklow-Institut 1953 gegründet wurde, wurde aus seiner Gruppe die Abteilung Gasdynamik. 1961 wurde er stellvertretender Leiter des Instituts für Angewandte Mathematik. 1963 ging er an das Hydrometeorologische Zentrum der UdSSR, wo er die Programmierarbeit leitete. Er unterstützte auch die Lehre in Angewandter Mathematik an verschiedenen Moskauer Bildungseinrichtungen.
Bekannt ist er als Ko-Autor des in Deutschland und Russland weitverbreiteten Taschenbuchs der Mathematik (in Deutschland kurz Bronstein genannt) mit Ilja Nikolajewitsch Bronstein. Die erste Fassung wurde 1939/40 geschrieben, bei der Belagerung von Leningrad gingen die Druckplatten aber vorübergehend verloren und das Buch erschien 1945, nachdem diese wiedergefunden waren, eine erste deutsche Übersetzung der 6. Auflage 1958 bei Teubner. Während das Buch in Deutschland bis heute in Bearbeitung weiter erschien, endete das Erscheinen in der Sowjetunion vorläufig 1967 mit der 11. Auflage bei Nauka, da man stattdessen eine Übersetzung eines amerikanischen Lehrbuchs veröffentlichte und der Inhalt des Bronstein nicht mehr den höheren Anforderungen entsprach.
Mit der gründlich überarbeiteten deutschen Neuauflage 1979 erschien auch im Russischen eine Neuausgabe, an der auch noch Semendjajew mitwirkte (Abschnitt über Rechenanlagen und numerische harmonische Analyse). 1986 erschien die 13. russische Auflage.
Er war seit seiner Gründung in der Redaktion der russischen Zeitschrift Journal für Numerische Mathematik und Mathematische Physik (Журнал вычислительной математики и математической физики).
Er erhielt den Leninorden, den Staatspreis der UdSSR und den Orden des Roten Banners der Arbeit.